# Kutyil s.r.o.
Kutyil s.r.o. je slovenský sitcom vysílaný televizí JOJ v letech 2008–2009. Seriál pochází z tvůrčí dílny Andyho Krause, hlavní role ztvárnili Viki Ráková a Andy Kraus. Byly natočeny celkem tři série.

## Děj
Příběh se odehrává ve slovenské vesnici Veľký Biel v letech 2008 až 2009. Zde žije Lázslo Gyönyörű (Andrej Kraus) se svojí ženou Tünde (Viktória Ráková) a dcerou Emesze (Michaela Szőcsová). Lászlo (Andrej Kraus) pracuje jako účinkující v televizní show Kutyil s.r.o., spolu s Jurajom Považanom (Branislav Bystriansky). Později je však Lászlo nezaměstnán. Jeho žena Tünde (Viktória Ráková) je žena v domácnosti, která je žárlivá protože se jí nelíbí Lászlova spolupráce s Ibyloiu v pořadu. Lászlova dcera Emesze (Michaela Szőcsová) střídá kluky jako ponožky. Jistý čas chodí s Ananásem. Láslzův soused Petr Kohoutek (Ladislav Potměšil) je římskokatolický kněz v důchodu, kterého Lászlo pravidelně navštěvuje na jeho zahradě, radí se s ním s různými problémy a Kohoutek mu také pomáhá vymýšlet slogany do jeho show, které mají často biblickou tematiku. Zanedlouho má Lászlo novou sousedku Anabelu Goliášovú (Zuzana Tlučková), paničku z Bratislavy, která se živí věštěním. Jejím pravidelným zákazníkem je pan Pechtfógel (Peter Trník). Její syn Juraj „Melón" Goliáš (Martin Šalacha) je chvíli ve vězení. Tam se seznámí s Emesze, když jde na návštěvu k Ananásovi, který je chvíli také ve vězení. S Emesze začnou spolu chodit a později se i vezmou a budou bydlet v Anabelině domě. Anabela začne bydlet u Lászla. Když se usmíří se svým manželem Gustávem (Pavol Topoľský), znovu se spolu s ním nastěhují do domu k mladým.

## Obsazení
- Andrej Kraus jako Lászlo Gyönyörű
- Viktória Ráková jako Tünde Gyönyörű
- Michaela Szőcsová jako Emesze Gyönyörű
- Zuzana Tlučková jako Anabela Goliášová
- Ladislav Potměšil jako Petr Kohoutek
- Pavol Topoľský jako Gustáv Goliáš
- Martin Šalacha jako Juraj Goliáš (Melón)
- Ivan Letko jako Áron Goldstein
- Branislav Bystriansky jako Juraj Považan
- Peter Šimun jako producent ze show
- Matej „Sajfa“ Cifra jako Matej Cifra (Sajfa)
- Peter Trník jako pan Pechtfógel
- Veronika Paulovičová jako Šárka